# Liane den Haan
Natalia Liane (Liane) den Haan (Woerden, 24 augustus 1967) is een Nederlands bestuurder en voormalig politica. Van 31 maart 2021 tot 5 december 2023 was zij lid van de Tweede Kamer, eerst namens 50PLUS en vanaf 11 mei 2021 van de Fractie Den Haan. Van 2005 tot en met 2020 was zij directeur van ouderenorganisatie ANBO. Ook was ze directeur van homorechtenorganisatie COC Nederland en lid van de Sociaal-Economische Raad.

## Loopbaan
Den Haan werd in 1967 geboren als dochter van de directeur van een mortelfabriek en een kapster. Ze doorliep de mavo en daarna havo aan het Kalsbeek College en het Minkema College. Ze deed vervolgens een hbo-opleiding verpleegkunde en daarna was ze in dat vakgebied in een ziekenhuis enkele jaren werkzaam. Haar vader overleed toen Den Haan achttien was.
Begin jaren '90, nadat ze vier jaar bedrijfskunde bij De Haagse Hogeschool had gestudeerd, nam ze een baan als bedrijfsvoeringscoördinator bij een catering- en party-servicebedrijf. Den Haan verliet dat bedrijf in 1993 en werkte vervolgens bij headhunters en een organisatieadviesbureau. Ze was bedrijfsvoeringscoördinator en later manager bedrijfsvoering en productgroepmanager bij Van der Kruijs RPD Groep tot 1998. Den Haan werkte daarna voor twee jaar als senior consultant bij Verstrate Business Development Support voordat ze in 2000 directeur werd van The Office Managers.

### COC Nederland (2001-2004)
Den Haan werd in 2001 directeur van COC Nederland, een belangenorganisatie voor lhbti'ers. Ze vertelde in een interview dat ze voor de baan had gekozen omdat ze een meer idealistische werkplek zocht.
Den Haan bracht de financiën en ledenadministratie van het COC op orde, maar de problemen kwamen terug tijdens haar zwangerschapsverlof. Daarom pleitte ze voor hervormingen binnen het management. Het bestuur van het COC zette Den Haan in de lente van 2004 op non-actief en begon een ontslagprocedure, omdat haar bestuur zou hebben geleid tot tekorten op de begroting, en omdat ze werknemers zou hebben opgezet tegen het bestuur. Volgens de rechter was Den Haan ten onrechte op non-actief gesteld, aangezien er geen bewijs werd getoond voor de beschuldigingen. Tijdens een ledenvergadering in juli besloten de leden haar ontslag door te zetten. Daarnaast stapte het gehele bestuur op. Den Haan bleef directeur tot 1 november. Het interne conflict leidde mede tot de oprichting van de rivaliserende Homo LesBische Federatie Nederland.

### ANBO (2005-2020)
In mei 2005 werd Den Haan algemeen directeur bij ANBO, een belangenorganisatie voor ouderen met destijds meer dan 150.000 leden. Ze verbeterde de financiële situatie van de vereniging, die € 3 miljoen aan schuld had en nabij een faillissement was. ANBO werd in 2009 een bond van de werknemersvereniging FNV, nadat de organisaties eerder meerdere keren hadden samengewerkt. Den Haan was voorstander en zei dat ANBO zo meer mogelijkheden zou krijgen om de belangen van ouderen te behartigen. Ze ontving vanwege de aansluiting een zetel in de Sociaal-Economische Raad (SER).
Ook hervormde ze ANBO door macht van de lokale afdelingen over te hevelen naar het hoofdkantoor: het bestuur werd opgeheven en Den Haan kreeg in juli 2013 de titel directeur-bestuurder. Tegelijkertijd werden een raad van toezicht en een ledenraad, waarvan de voorzitter door Den Haan was gekozen, gevormd. Bestuursleden van het gewest Overijssel, die daarop kritiek hadden geuit, werden geroyeerd. Volgens Den Haan konden zij de financiën niet uitleggen, maar volgens de rechter waren drie bestuursleden onterecht uit de vereniging gezet. Toen de structuur van de FNV in 2013 werd gewijzigd na onenigheden, stapte ANBO uit de vakbondskoepel. Volgens Den Haan zouden de grootste bonden hun disproportionele macht behouden en ze pleitte voor een structuur waarbij bonden meer zeggenschap zouden hebben binnen hun eigen specialisatie.
In september 2015 blokkeerde het bestuur van ANBO toegang tot de bankrekeningen en ledenadministraties van de bijna 400 afdelingen van de organisatie. Dit gebeurde nadat de organisatie had gemeld dat ten minste € 200.000 verduisterd was en dat een brief was verstuurd met de oproep om meer geld te verduisteren. Vrijwilligers konden alleen geld gebruiken na goedkeuring van het hoofdkantoor. De blokkade leidde tot het royement en vertrek van talloze lokale bestuurders, de oprichting van alternatieve organisaties en oproepen om Den Haans ontslag. Volgens een aantal vrijwilligers werd hun integriteit in twijfel getrokken en was de blokkade bedoeld om de macht van de afdelingen te verminderen. Het ledenaantal van ANBO daalde in de daaropvolgende maanden van 180.000 naar 125.000, waardoor ANBO zijn positie als grootste ouderenorganisatie van Nederland verloor aan de katholieke Unie KBO. De lokale afdelingen werden in juli 2016 opgeheven.
De organisatie werd in 2017 lid van de Vakcentrale voor Professionals (VCP). Een jaar later werd Den Haan wederom lid van de SER toen de VCP er een tweede zetel kreeg. Ze verliet het adviesorgaan in de eerste helft van 2019. Den Haan stapte eind december 2020 op als directeur-bestuurder van ANBO.
Toen ze bij ANBO werkte was ze ook betrokken bij Roze 50+, een samenwerkingsverband tussen ANBO en COC Nederland dat oudere lgbt'ers ondersteunt, Fundis, een netwerk van zorgbedrijven, en het Summa College, een mbo-school met meerder locaties in Eindhoven en omgeving. Den Haan werd lid van de raad van commissarissen van Fundis – toen Vierstroom geheten – in december 2010 en werd voorzitter van de raad in september 2011. Ze verliet Fundis aan het einde van november 2018. Bij het Summa College was Den Haan tussen 2018 en april 2021 voorzitter van de raad van toezicht en sindsdien is ze een gewoon lid van die raad.

## Politiek

### Woerdense gemeenteraad
Beginnend in maart 2006 was ze gemeenteraadslid in de gemeente Woerden voor D66. Ze had als tweede op de kieslijst gestaan. In het daaropvolgende jaar verliet ze D66 en werd ze lid van de Partij van de Arbeid, die in Woerden met GroenLinks samenwerkte onder de naam Progressief Woerden. Ze werd niet herkozen tijdens de gemeenteraadsverkiezingen in 2010 als de zevende kandidaat, maar bleef wel aan als fractieassistent. Ze stond in 2014 wederom op de lijst van Progressief Woerden – ditmaal op plaats zestien.

### Lijsttrekker 50PLUS
Den Haan werd in augustus 2020 door partijvoorzitter Jan Nagel gevraagd om zich kandidaat te stellen voor de positie van 50PLUS-lijsttrekker voor de Tweede Kamerverkiezingen van maart 2021. Ze was toen nog geen lid van de partij die sinds het vertrek van Henk Krol in mei geen politiek leider had. In augustus werd Den Haan door het partijbestuur voorgedragen als kandidaat-lijsttrekker, nadat veertien mensen zich kandidaat hadden gesteld. Omdat ze op dat moment nog geen jaar lid was van de partij, moest het partijbestuur haar dispensatie verlenen. Op 3 oktober 2020 werd Den Haan verkozen tot lijsttrekker door 52% van de 362 leden die stemden. Er waren vijf andere kandidaten, waaronder Tweede Kamerleden Corrie van Brenk, die 42% van de stemmen ontving, en Léonie Sazias. Die laatste trok zich voortijdig terug om te voorkomen dat Van Brenk zou winnen en sprak haar steun voor Den Haan uit.
Den Haan had als ANBO-directeur haar steun uitgesproken voor een pensioenakkoord van het kabinet, vakbonden en werkgeversorganisaties, waar 50PLUS zich tegen had verzet. Na de publicatie van het verkiezingsprogramma noemde Den Haan het een "gepasseerd station" en wilde ze dat de partij betrokken zou zijn bij het uitwerken van de details. Den Haan wilde ook de partij verbreden door personen onder de 50 jaar als lid aan 50PLUS te binden. Tijdens de campagne legde Den Haan uit dat zij niet meer de AOW-leeftijd naar 65 wilde terugbrengen om zo een verhoging van de AOW-uitkering te kunnen bekostigen. Ze gaf aan dat het onder haar plan wel mogelijk zou zijn om een AOW-uitkering te krijgen vanaf 65 in plaats van 67 door middel van een eigen bijdrage. Nadat de nummer drie op de lijst Ellen Verkoelen aangaf dat Den Haan inging tegen het partijstandpunt, riep Den Haan Verkoelen live op NPO Radio 1 op om zich van de kandidatenlijst terug te trekken. Tevens zei ze niet meer met Verkoelen te praten.

### Lidmaatschap Tweede Kamer
50PLUS verloor twee van haar drie zetels bij de verkiezingen, waardoor Den Haan het enige lid in de nieuwe Tweede Kamer van haar partij werd. Ze werd op 31 maart 2021 beëdigd en werd lid van alle vaste commissies waaronder als ondervoorzitter van de commissie voor Onderwijs, Cultuur en Wetenschap.

Logo van Den Haans Kamerfractie

Op 6 mei kondigde Den Haan aan 50PLUS te verlaten en als zelfstandig Kamerlid door te gaan vanwege een ruzie met het partijbestuur. Hierdoor verloor 50PLUS haar vertegenwoordiging in de Kamer. Het conflict was tijdens de campagne ontstaan en het bestuur had eind april een brief aan de leden geschreven met klachten over het leiderschap van Den Haan. Ze zou niet met het bestuur samenwerken en ze zou zonder overleg een progressieve koers zijn gaan varen. Den Haan had gereageerd met een interne evaluatie, waarin stond dat ze gesaboteerd, gepest en geïntimideerd werd. Hoewel ze haar partij verliet, bleef ze een fractie (en werd ze geen lid-Den Haan) en behield ze haar financiering en spreektijd tijdens debatten. Volgens de Kamervoorzitter is het namelijk onmogelijk om af te splitsen van een eenpersoonsfractie. Om haar werkdruk als onafhankelijk politica te verlagen besloot Den Haan samen te werken met Sylvana Simons (BIJ1) en Caroline van der Plas (BBB), die ook een eenpersoonsfractie hadden, terwijl zij zich vooral focuste op ouderenbeleid en inkomensontwikkeling. Zij vertelde echter dat haar idee om fractiemedewerkers te delen mislukte.
De Cypriotische minister van Financiën bekritiseerde haar na een ontmoeting met Fikri Ataoğlu, de minister van Toerisme en Milieu van de op Turkije na niet erkende republiek Noord-Cyprus, in augustus 2021. Den Haan werd door hem ontvangen in een officieel overheidsgebouw met op de achtergrond de vlag van Noord-Cyprus. Ook werd er een foto van de ontmoeting gepubliceerd. Na de uiting van kritiek op Den Haan, zei ze dat ze de minister alleen informeel op vakantie als privépersoon had ontmoet. Later in het jaar bood ze aan te helpen in de ouderenzorg naar aanleiding van het personeelstekort als gevolg van de coronapandemie. Nadat ze verschillende reacties had ontvangen, begon Den Haan in weekenden als vrijwilliger te werken. Ze was lid van een commissie om de parlementaire enquête naar de aanpak van de coronapandemie voor te bereiden en stelde haarzelf beschikbaar voor de enquête zelf. Toen deze in juni 2022 voor onbepaalde tijd werd uitgesteld omdat slechts vier partijen een Kamerlid hadden afgevaardigd, was Den Haan mede-auteur van een opinieartikel waarin ze stelde dat het een slecht besluit was aangezien de pandemie alle facetten van de samenleving had getroffen.
Op 13 september 2022 richtte Den Haan een nieuwe ouderenpartij op onder de naam GOUD, een samentrekking van "goed ouder worden", waarbij ook de naam GOUD Nederland gehanteerd wordt. Qua standpunten zou de partij veelal in lijn liggen met het programma van 50PLUS, wat Den Haan mede geschreven had, maar wat linkser zijn op de thema's klimaat en migratie. Ook bepleitte ze een flexibele AOW. Ook de nummers twee, zes en tien op de kandidatenlijst van 50PLUS voor de Tweede Kamerverkiezingen 2021 maakten de overstap. Korte tijd later sloot de 50PLUS-fractie in de Provinciale Staten van Zuid-Holland zich aan bij de nieuwe partij. In aanloop naar de Tweede Kamerverkiezingen in november 2023 – georganiseerd als gevolg van de val van het kabinet-Rutte IV in juli – kondigde Den Haan dat ze niet zou deelnemen. Ze noemde de politiek lelijk vanwege alom aanwezig populisme en opportunisme en zei te lijden onder vrouwenhaat. Als gevolg hiervan verliet ze 5 december 2023 de Tweede Kamer.
In november 2023 trad Den Haan toe tot de raad van bestuur van de Zonnehuisgroep Vlaardingen, een aanbieder van langdurige zorg, waar zij samen met Arjan in 't Veld onderdeel van is.

## Privéleven
Den Haan is gescheiden. Ze heeft twee dochters en één zoon Tijdens haar huwelijk gebruikte ze de namen Liane Wubbels-Den Haan en Liane Wubbels.
- Parlement.com: vlbcaj2rervu